# Derby della Madonnina
Trận Derby della Madonnina, hay còn gọi là trận Derby thành Milano, là trận đấu giữa hai câu lạc bộ bóng đá nổi tiếng của thành phố Milan là AC Milan và Internazionale. Tên của trận derby (Madonnina) để tôn vinh một trong những biểu tượng của thành phố Milan, đó là bức tượng Đức Trinh Nữ Maria (mà người dân Milan thường gọi là Madonnina) trên đỉnh của nhà thờ Duomo (Nhà thờ chính tòa Milan). Đây là một trong những trận derby kinh điển nhất trong làng bóng đá thế giới.
Trong quá khứ, Inter được coi là câu lạc bộ của giai cấp tư sản, còn Milan là câu lạc bộ của giai cấp công nhân nên các cổ động viên rất ghét nhau. Lý do là các cổ động viên Inter thời kỳ đó có cuộc sống "xa xỉ" hơn nên thường tự đến sân vận động San Siro bằng xe mô tô (nên ngoài biệt danh Nerazzurri họ còn có biệt danh là motoretta). Trong khi các cổ động viên của Milan (Rossoneri) do điều kiện kinh tế hạn hẹp nên thường phải di chuyển bằng phương tiện công cộng (nên còn hay được gọi là tramvee hoặc tranvee). Nhưng ngày nay thì sự khác biệt này gần như đã bị xóa nhòa.
Diễn ra ít nhất hai lần một năm vì cùng tham dự Serie A, trận derby này còn xuất hiện ở Coppa Italia, Champions League, và Supercoppa Italiana cũng như một số giải đấu nhỏ hoặc các trận giao hữu. Đây cũng là một trong những trận derby lớn trên thế giới luôn diễn ra ở một sân vận động, trong trường hợp này là sân San Siro, vì cả Inter và Milan đều có sân nhà là San Siro. Vì dùng chung sân, các Inter ultras thường chiếm khán đài Bắc (Curva Nord) trong khi các Milan ultras chiếm khán đài Nam (Curva Sud)

## Lịch sử

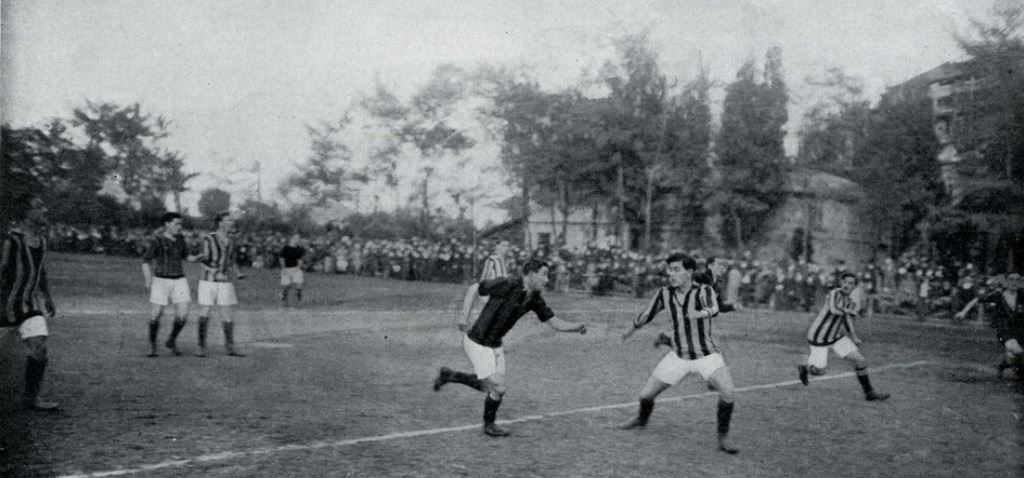
Hình ảnh một trận Derby della Madonnina hồi năm 1915

AC Milan thành lập từ cuối năm 1899. Đến năm 1908, một nhóm các cầu thủ không hài lòng với chính sách ưu tiên cầu thủ nội của đội bóng nên đã tách ra thành lập một đội bóng riêng, lấy tên là Internazionale (gọi tắt là Inter, tiếng Ý có nghĩa là Đội bóng Quốc tế) thể hiện quan điểm chào đón cầu thủ ngoại. Trận derby đầu tiên cũng được diễn ra gần như ngay sau đó vào ngày 18 tháng 10 năm 1908, đó là một trận đấu ở giải đấu không chính thức ở Thụy Sỹ mang tên Chiasso Cup, Milan đã chiến thắng 2-1.
Trận đấu chính thức đầu tiên được ghi nhận là ở giải Prima Categoria  vào ngày 10 tháng 01 năm 1909. Milan cũng chiến thắng với tỷ số 3-2.
Tuy nhiên ngay ở trận đấu chính thức thứ hai, cũng ở giải đấu Prima Categoria khoảng một năm sau đó (ngày 06 tháng 02 năm 1910) Inter đã giành chiến thắng 5-0. Đó chính là trận thắng có cách biệt lớn nhất của Inter trước Milan.
Nếu không tính nhóm cầu thủ tách ra từ AC Milan để thành lập Inter hồi năm 1908 thì vào năm 1912, hai anh em nhà Cevenini là Aldo Cevenini và Luigi Cevenini là những cầu thủ đầu tiên chuyển từ đội này sang đội kia (đều từ Milan sang Inter). Đến năm 1915, hai anh em này về lại Milan và đến năm 1922 họ lại cùng nhau sang Inter.
Ngày 19 tháng 9 năm 1926, hai đội có trận derby đầu tiên trên sân vận động Giuseppe Meazza (lúc này sân vận động chưa được đặt tên là Giuseppe Meazza) trong trận đấu giao hữu khai trương sân vận động, Inter đã chiến thắng 6-3.
Từ mùa giải 1926-1927, giải vô địch quốc gia Italia chuyển sang format các đội thi đấu vòng tròn 2 lượt như hiện nay. Và từ đó đến nay thì hai đội luôn đụng độ nhau một năm 2 lần ở giải vô địch quốc gia. Trừ hai mùa giải 1980-1981 và 1982-1983 do Milan bị xuống Serie B ở hai mùa giải này.
Từ năm 1929 (cũng là năm mà giải vô địch quốc gia Italia được đổi tên thành Serie A) cho đến tận năm 1937, Inter bất bại trong 17 trận đấu chính thức liên tiếp. Đó là chuỗi bất bại dài nhất, đồng thời là khoảng thời gian bất bại dài nhất của một đội trước đội kia. Cũng trong giai đoạn này, hai đội có chuỗi 4 trận hòa liên tiếp trong các trận đầu chính thức (kỷ lục). Chủ lực của Inter trong giai đoạn này chính là huyền thoại Giuseppe Meazza, người đã có 12 lần phá lưới Milan (là cầu thủ Inter phá lưới Milan nhiều nhất).
Năm 1940, Meazza sau quãng thời gian 14 năm thi đấu cho Inter quyết định chuyển sang chơi cho Milan. Trong thời gian thi đấu cho Milan ông cũng kịp có 1 bàn vào lưới đội bóng cũ Inter.

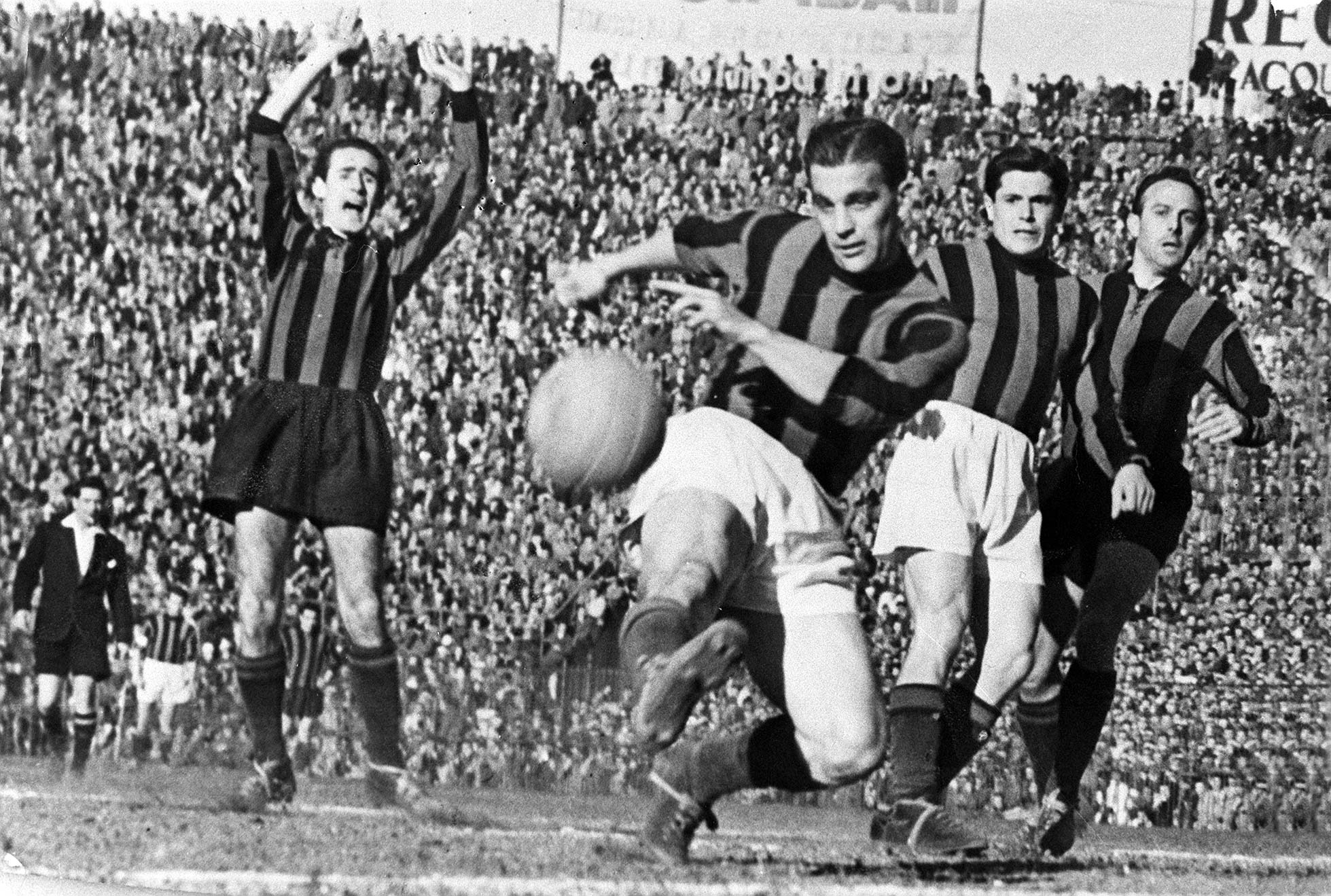
Gunnar Nordahl (Milan) ghi một bàn thắng trong trận derby ngày 25 tháng 3 năm 1951

Từ năm 1946 đến 1948, Milan có chuỗi 6 chiến thắng liên tục ở các trận đấu chính thức. Đó là chuỗi chiến thắng liên tục dài nhất của một đội trước đội kia.
Đầu năm 1949, hai đội có trận hòa 4-4, là trận hòa có nhiều bàn thắng nhất trong các trận derby. Đến cuối năm thì Inter có chiến thắng 6-5, tạo ra trận đấu có nhiều bàn thắng nhất trong số các trận derby. Thời kỳ này, hai đội đều sở hữu những tiền đạo cự phách, phía Milan đó là Gunnar Nordahl, còn phía Inter đó là István Nyers, mỗi người đều đã ghi 11 bàn vào lưới đội kia.
Thập niên 60, danh tiếng của trận Derby càng được nâng lên sau khi Milan và Inter mỗi đội giành được 2 chiếc cúp C1 Châu Âu. Milan chính là thành phố đầu tiên có 2 đội bóng đoạt được chức vô địch cúp C1 Châu Âu. Các ngôi sao trong thời kỳ này là Gianni Rivera bên phía Milan và Giacinto Facchetti bên phía Inter.
Mùa giải 1976–77, Milan chiến thắng Inter 2-0 ở chung kết Coppa Italia. Đây là lần đầu tiên hai đội gặp nhau ở một trận chung kết của giải đấu chính thức.
Ngày 2 tháng 3 năm 1980, sân vận động chung của hai đội bóng chính thức được đặt tên là Giuseppe Meazza để tôn vinh huyền thoại Meazza, người đã qua đời trước đó vài tháng.
Từ cuối những năm 90 đến đầu thập niên 2000, tính chất trận derby quay trở lại như thời kỳ đầu khi mà Milan với nòng cốt là các cầu thủ Italia, dẫn đầu là người đội trưởng Paolo Maldini đối đầu với Inter đa quốc gia do một cầu thủ người Argentina là Javier Zanetti làm đội trưởng. Cả Maldini và Zanetti đều là những người thi đấu nhiều trận derby nhất cho mỗi đội. Trong thời kỳ này, Milan còn sở hữu Andriy Shevchenko, là cầu thủ ghi nhiều bàn nhất trong các trận derby (14 bàn).
Mùa giải 2000-2001 ở trận đấu lượt về Seria A, Milan đã giành chiến thắng 6-0. Đó chính là chiến thắng có cách biệt lớn nhất của Milan trước Inter.
Mùa giải 2002-2003, Milan và Inter hòa nhau ở 2 lượt trận bán kết Champions League nhưng Milan là đội giành quyền vào chung kết nhờ luật bàn thắng trên sân đối phương.
Mùa giải 2004-2005, Milan chiến thắng Inter ở cả 2 lượt trận tứ kết Champions League. Riêng ở trận lượt về Inter bị xử thua 0-3 do để khán giả làm loạn trận đấu.

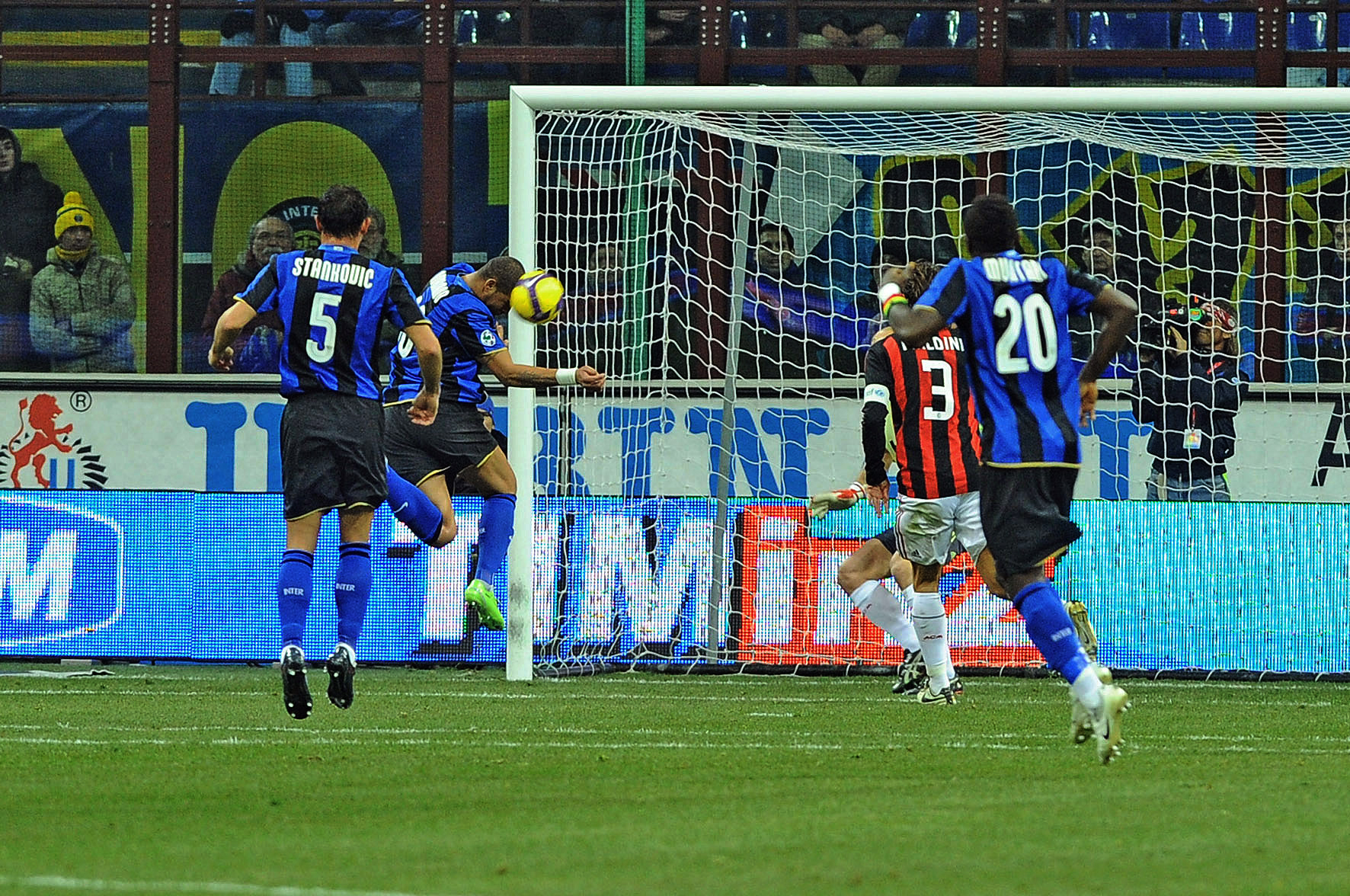
Adriano đánh đầu ghi bàn trong trận derby ngày 15 tháng 2 năm 2009

Sau khi cúp C1 châu Âu được đổi tên thành Uefa Champions League thì Milan cũng là thành phố đầu tiên có 2 câu lạc bộ đoạt chức vô địch Champions League.
Mùa giải 2011-2012, Milan chiến thắng Inter 2-1 để giành Siêu cúp Italia. Đây là trận đấu diễn ra ở sân vận động tổ chim ở Bắc Kinh.
Tháng 06/2019, AC Milan và Inter Milan thống nhất sẽ cùng nhau xây dựng một sân vận động mới ở ngay bên cạnh sân Giuseppe Meazza, dự kiến hoàn thành vào năm 2022. Đến khi sân vận động mới hoàn thành thì sân Giuseppe Meazza sẽ bị phá bỏ.
Mùa giải 2020-2021, sau nhiều năm núp bóng Juventus, thì các trận derby Milan lại có ý nghĩa cạnh tranh trực tiếp Scudetto, với điểm nóng là Zlatan Ibrahimovich-cầu thủ từng vô địch Serie A trong màu áo của cả hai đội. Mùa giải này mỗi đội giành chiến thắng một trận (Inter có thêm một chiến thắng ở Coppa Italia). Cuối mùa Inter đã đoạt chức vô địch Serie A lần thứ 19, chính thức vượt qua Milan về số lần vô địch quốc gia.
Mùa giải 2021-2022, trận lượt đi hai đội hòa nhau 1-1, Inter được hưởng 2 quả phạt đền (vào 1) nhưng lại có 1 bàn phản lưới nhà.
Hai câu lạc bộ tiếp tục gặp nhau ở bán kết UEFA Champions League 2022-23, đánh dấu lần đầu tiên trận derby xuất hiện trở lại ở đấu trường Châu Âu sau 18 năm, cũng như đây là lần đầu tiên hai đội có mặt ở bán kết Champions League kể từ sau lần đăng quang vào năm 2007 và năm 2010. Inter dành chiến thắng chung cuộc, sau khi lần lượt đánh bại AC Milan 2-0 ở lượt đi và 1-0 ở lượt về.
Ở mùa giải 2023-24, Inter đánh bại Milan 2-1 để đoạt Scudetto lần thứ 20 vào ngày 22 tháng 4 năm 2024, đánh dấu lần đầu tiên trận derby della Madonnina quyết định ngôi vô địch của mùa giải . Đây cũng là chiến thắng thứ sáu liên tiếp của Inter trước Milan, đạt chuỗi trận thắng dài nhất trong lịch sử derby.
Ở trận tranh Siêu cúp Ý 2024, Milan đã báo thù khi lội ngược dòng vượt qua Inter với tỉ số 3-2. 

## Kết quả các trận đấu ở các giải chính thức

### Kết quả (tính đến mùa giải 2024-2025)
| Mùa giải | Giải đấu                 | Ngày                      | Chủ   | Kết quả | Khách |
| -------- | ------------------------ | ------------------------- | ----- | ------- | ----- |
| 1909     | Prima Categoria          | ngày 10 tháng 1 năm 1909  | Milan | 3–2     | Inter |
| 1909–10  | Prima Categoria          | ngày 6 tháng 2 năm 1910   | Milan | 0–5     | Inter |
| 1909–10  | Prima Categoria          | ngày 27 tháng 2 năm 1910  | Inter | 5–1     | Milan |
| 1910–11  | Prima Categoria          | ngày 5 tháng 2 năm 1911   | Inter | 0–2     | Milan |
| 1910–11  | Prima Categoria          | ngày 30 tháng 4 năm 1911  | Milan | 6–3     | Inter |
| 1911–12  | Prima Categoria          | ngày 5 tháng 11 năm 1911  | Milan | 2–1     | Inter |
| 1911–12  | Prima Categoria          | ngày 21 tháng 1 năm 1912  | Inter | 1–2     | Milan |
| 1912–13  | Prima Categoria          | ngày 9 tháng 2 năm 1913   | Milan | 1–0     | Inter |
| 1913–14  | Prima Categoria          | ngày 30 tháng 11 năm 1913 | Milan | 0–1     | Inter |
| 1913–14  | Prima Categoria          | ngày 22 tháng 2 năm 1914  | Inter | 5–2     | Milan |
| 1914–15  | Prima Categoria          | ngày 2 tháng 5 năm 1915   | Inter | 3–1     | Milan |
| 1920–21  | Prima Categoria          | ngày 19 tháng 12 năm 1920 | Inter | 0–0     | Milan |
| 1920–21  | Prima Categoria          | ngày 30 tháng 1 năm 1921  | Milan | 1–1     | Inter |
| 1926–27  | Divisione Nazionale      | ngày 3 tháng 4 năm 1927   | Inter | 1–2     | Milan |
| 1926–27  | Divisione Nazionale      | ngày 5 tháng 6 năm 1927   | Milan | 1–1     | Inter |
| 1927–28  | Divisione Nazionale      | ngày 29 tháng 4 năm 1928  | Milan | 1–2     | Inter |
| 1927–28  | Divisione Nazionale      | ngày 8 tháng 7 năm 1928   | Inter | 2–3     | Milan |
| 1929–30  | Serie A                  | ngày 10 tháng 11 năm 1929 | Milan | 1–2     | Inter |
| 1929–30  | Serie A                  | ngày 13 tháng 4 năm 1930  | Inter | 2–0     | Milan |
| 1930–31  | Serie A                  | ngày 26 tháng 10 năm 1930 | Inter | 1–1     | Milan |
| 1930–31  | Serie A                  | ngày 19 tháng 3 năm 1931  | Milan | 1–4     | Inter |
| 1931–32  | Serie A                  | ngày 18 tháng 10 năm 1931 | Milan | 2–3     | Inter |
| 1931–32  | Serie A                  | ngày 6 tháng 3 năm 1932   | Inter | 0–0     | Milan |
| 1932–33  | Serie A                  | ngày 6 tháng 11 năm 1932  | Inter | 5–4     | Milan |
| 1932–33  | Serie A                  | ngày 9 tháng 4 năm 1933   | Milan | 1–3     | Inter |
| 1933–34  | Serie A                  | ngày 1 tháng 11 năm 1933  | Inter | 3–0     | Milan |
| 1933–34  | Serie A                  | ngày 11 tháng 3 năm 1934  | Milan | 1–2     | Inter |
| 1934–35  | Serie A                  | ngày 2 tháng 12 năm 1934  | Milan | 2–2     | Inter |
| 1934–35  | Serie A                  | ngày 14 tháng 4 năm 1935  | Inter | 2–0     | Milan |
| 1935–36  | Serie A                  | ngày 29 tháng 9 năm 1935  | Inter | 1–1     | Milan |
| 1935–36  | Serie A                  | ngày 2 tháng 2 năm 1936   | Milan | 2–2     | Inter |
| 1936–37  | Serie A                  | ngày 4 tháng 10 năm 1936  | Milan | 1–1     | Inter |
| 1936–37  | Serie A                  | ngày 7 tháng 2 năm 1937   | Inter | 1–1     | Milan |
| 1937–38  | Serie A                  | ngày 17 tháng 10 năm 1937 | Inter | 2–1     | Milan |
| 1937–38  | Serie A                  | ngày 20 tháng 2 năm 1938  | Milan | 1–0     | Inter |
| 1938–39  | Serie A                  | ngày 2 tháng 10 năm 1938  | Inter | 1–0     | Milan |
| 1938–39  | Serie A                  | ngày 12 tháng 2 năm 1939  | Milan | 3–1     | Inter |
| 1939–40  | Serie A                  | ngày 17 tháng 12 năm 1939 | Inter | 0–3     | Milan |
| 1939–40  | Serie A                  | ngày 12 tháng 5 năm 1940  | Milan | 1–3     | Inter |
| 1940–41  | Serie A                  | ngày 20 tháng 10 năm 1940 | Milan | 0–1     | Inter |
| 1940–41  | Serie A                  | ngày 9 tháng 2 năm 1941   | Inter | 2–2     | Milan |
| 1941–42  | Serie A                  | ngày 25 tháng 1 năm 1942  | Milan | 2–1     | Inter |
| 1941–42  | Serie A                  | ngày 7 tháng 6 năm 1942   | Inter | 2–2     | Milan |
| 1942–43  | Serie A                  | ngày 3 tháng 1 năm 1943   | Inter | 3–1     | Milan |
| 1942–43  | Serie A                  | ngày 18 tháng 4 năm 1943  | Milan | 0–3     | Inter |
| 1944     | Campionato Alta Italia   | ngày 23 tháng 1 năm 1944  | Inter | 3–1     | Milan |
| 1944     | Campionato Alta Italia   | ngày 19 tháng 3 năm 1944  | Milan | 2–0     | Inter |
| 1945–46  | Serie A-B                | ngày 4 tháng 11 năm 1945  | Milan | 1–3     | Inter |
| 1945–46  | Serie A-B                | ngày 10 tháng 2 năm 1946  | Inter | 2–0     | Milan |
| 1945–46  | Serie A-B                | ngày 30 tháng 5 năm 1946  | Milan | 3–2     | Inter |
| 1945–46  | Serie A-B                | ngày 21 tháng 7 năm 1946  | Inter | 0–1     | Milan |
| 1946–47  | Serie A                  | ngày 20 tháng 10 năm 1946 | Milan | 3–1     | Inter |
| 1946–47  | Serie A                  | ngày 16 tháng 3 năm 1947  | Inter | 1–2     | Milan |
| 1947–48  | Serie A                  | ngày 2 tháng 11 năm 1947  | Milan | 3–2     | Inter |
| 1947–48  | Serie A                  | ngày 11 tháng 4 năm 1948  | Inter | 0–2     | Milan |
| 1948–49  | Serie A                  | ngày 16 tháng 10 năm 1948 | Milan | 0–2     | Inter |
| 1948–49  | Serie A                  | ngày 6 tháng 2 năm 1949   | Inter | 4–4     | Milan |
| 1949–50  | Serie A                  | ngày 6 tháng 11 năm 1949  | Inter | 6–5     | Milan |
| 1949–50  | Serie A                  | ngày 19 tháng 3 năm 1950  | Milan | 3–1     | Inter |
| 1950–51  | Serie A                  | ngày 12 tháng 11 năm 1950 | Milan | 2–3     | Inter |
| 1950–51  | Serie A                  | ngày 25 tháng 3 năm 1951  | Inter | 0–1     | Milan |
| 1951–52  | Serie A                  | ngày 4 tháng 11 năm 1951  | Inter | 2–2     | Milan |
| 1951–52  | Serie A                  | ngày 6 tháng 4 năm 1952   | Milan | 2–1     | Inter |
| 1952–53  | Serie A                  | ngày 2 tháng 11 năm 1952  | Milan | 0–1     | Inter |
| 1952–53  | Serie A                  | ngày 8 tháng 3 năm 1953   | Inter | 0–0     | Milan |
| 1953–54  | Serie A                  | ngày 1 tháng 11 năm 1953  | Inter | 3–0     | Milan |
| 1953–54  | Serie A                  | ngày 21 tháng 3 năm 1954  | Milan | 2–0     | Inter |
| 1954–55  | Serie A                  | ngày 7 tháng 11 năm 1954  | Milan | 1–1     | Inter |
| 1954–55  | Serie A                  | ngày 3 tháng 4 năm 1955   | Inter | 1–1     | Milan |
| 1955–56  | Serie A                  | ngày 16 tháng 10 năm 1955 | Inter | 2–1     | Milan |
| 1955–56  | Serie A                  | ngày 11 tháng 3 năm 1956  | Milan | 1–2     | Inter |
| 1956–57  | Serie A                  | ngày 21 tháng 10 năm 1956 | Milan | 1–1     | Inter |
| 1956–57  | Serie A                  | ngày 10 tháng 3 năm 1957  | Inter | 1–1     | Milan |
| 1957–58  | Serie A                  | ngày 6 tháng 10 năm 1957  | Inter | 1–0     | Milan |
| 1957–58  | Serie A                  | ngày 23 tháng 2 năm 1958  | Milan | 2–2     | Inter |
| 1957–58  | Coppa Italia GS          | ngày 15 tháng 6 năm 1958  | Milan | 3–2     | Inter |
| 1957–58  | Coppa Italia GS          | ngày 6 tháng 7 năm 1958   | Inter | 1–1     | Milan |
| 1958–59  | Serie A                  | ngày 2 tháng 11 năm 1958  | Milan | 1–1     | Inter |
| 1958–59  | Serie A                  | ngày 22 tháng 3 năm 1959  | Inter | 1–0     | Milan |
| 1959–60  | Serie A                  | ngày 8 tháng 11 năm 1959  | Inter | 0–0     | Milan |
| 1959–60  | Serie A                  | ngày 27 tháng 3 năm 1960  | Milan | 5–3     | Inter |
| 1960–61  | Serie A                  | ngày 20 tháng 11 năm 1960 | Milan | 0–1     | Inter |
| 1960–61  | Serie A                  | ngày 26 tháng 3 năm 1961  | Inter | 1–2     | Milan |
| 1961–62  | Serie A                  | ngày 1 tháng 10 năm 1961  | Inter | 1–3     | Milan |
| 1961–62  | Serie A                  | ngày 4 tháng 2 năm 1962   | Milan | 0–2     | Inter |
| 1962–63  | Serie A                  | ngày 21 tháng 10 năm 1962 | Milan | 1–1     | Inter |
| 1962–63  | Serie A                  | ngày 24 tháng 2 năm 1963  | Inter | 1–1     | Milan |
| 1963–64  | Serie A                  | ngày 19 tháng 1 năm 1964  | Inter | 0–2     | Milan |
| 1963–64  | Serie A                  | ngày 22 tháng 3 năm 1964  | Milan | 1–1     | Inter |
| 1964–65  | Serie A                  | ngày 15 tháng 11 năm 1964 | Milan | 3–0     | Inter |
| 1964–65  | Serie A                  | ngày 28 tháng 3 năm 1965  | Inter | 5–2     | Milan |
| 1965–66  | Serie A                  | ngày 21 tháng 11 năm 1965 | Inter | 1–1     | Milan |
| 1965–66  | Serie A                  | ngày 3 tháng 4 năm 1966   | Milan | 1–2     | Inter |
| 1966–67  | Serie A                  | ngày 20 tháng 11 năm 1966 | Milan | 0–1     | Inter |
| 1966–67  | Serie A                  | ngày 2 tháng 4 năm 1967   | Inter | 4–0     | Milan |
| 1967–68  | Serie A                  | ngày 22 tháng 10 năm 1967 | Inter | 1–1     | Milan |
| 1967–68  | Serie A                  | ngày 18 tháng 2 năm 1968  | Milan | 1–1     | Inter |
| 1967–68  | Coppa Italia Final Group | ngày 16 tháng 6 năm 1968  | Inter | 0–0     | Milan |
| 1967–68  | Coppa Italia Final Group | ngày 26 tháng 6 năm 1968  | Milan | 4–2     | Inter |
| 1968–69  | Serie A                  | ngày 3 tháng 11 năm 1968  | Milan | 1–0     | Inter |
| 1968–69  | Serie A                  | ngày 2 tháng 3 năm 1969   | Inter | 1–1     | Milan |
| 1969–70  | Serie A                  | ngày 9 tháng 11 năm 1969  | Inter | 0–0     | Milan |
| 1969–70  | Serie A                  | ngày 8 tháng 3 năm 1970   | Milan | 0–1     | Inter |
| 1970–71  | Serie A                  | ngày 8 tháng 11 năm 1970  | Milan | 3–0     | Inter |
| 1970–71  | Serie A                  | ngày 7 tháng 3 năm 1971   | Inter | 2–0     | Milan |
| 1971–72  | Serie A                  | ngày 28 tháng 11 năm 1971 | Inter | 2–3     | Milan |
| 1971–72  | Serie A                  | ngày 19 tháng 3 năm 1972  | Milan | 1–1     | Inter |
| 1971–72  | Coppa Italia R2          | ngày 8 tháng 6 năm 1972   | Milan | 1–0     | Inter |
| 1971–72  | Coppa Italia R2          | ngày 28 tháng 6 năm 1972  | Inter | 0–1     | Milan |
| 1972–73  | Serie A                  | ngày 19 tháng 11 năm 1972 | Milan | 3–2     | Inter |
| 1972–73  | Serie A                  | ngày 18 tháng 3 năm 1973  | Inter | 0–2     | Milan |
| 1973–74  | Serie A                  | ngày 2 tháng 12 năm 1973  | Inter | 2–1     | Milan |
| 1973–74  | Coppa Italia R2          | ngày 23 tháng 1 năm 1974  | Milan | 0–1     | Inter |
| 1973–74  | Serie A                  | ngày 24 tháng 3 năm 1974  | Milan | 1–5     | Inter |
| 1973–74  | Coppa Italia R2          | ngày 1 tháng 5 năm 1974   | Inter | 2–1     | Milan |
| 1974–75  | Serie A                  | ngày 10 tháng 11 năm 1974 | Inter | 0–0     | Milan |
| 1974–75  | Serie A                  | ngày 9 tháng 3 năm 1975   | Milan | 3–0     | Inter |
| 1974–75  | Coppa Italia R2          | ngày 25 tháng 5 năm 1975  | Inter | 0–1     | Milan |
| 1974–75  | Coppa Italia R2          | ngày 15 tháng 6 năm 1975  | Milan | 0–0     | Inter |
| 1975–76  | Serie A                  | ngày 7 tháng 12 năm 1975  | Milan | 2–1     | Inter |
| 1975–76  | Serie A                  | ngày 28 tháng 3 năm 1976  | Inter | 0–1     | Milan |
| 1976–77  | Serie A                  | ngày 28 tháng 11 năm 1976 | Milan | 1–1     | Inter |
| 1976–77  | Serie A                  | ngày 27 tháng 3 năm 1977  | Inter | 0–0     | Milan |
| 1976–77  | Coppa Italia Final       | ngày 3 tháng 7 năm 1977   | Milan | 2–0     | Inter |

| Mùa giải  | Giải đấu                 | Ngày                      | Chủ   | Kết quả | Khách |
| --------- | ------------------------ | ------------------------- | ----- | ------- | ----- |
| 1977–78   | Serie A                  | ngày 6 tháng 11 năm 1977  | Inter | 1–3     | Milan |
| 1977–78   | Serie A                  | ngày 12 tháng 3 năm 1978  | Milan | 0–0     | Inter |
| 1978–79   | Serie A                  | ngày 12 tháng 11 năm 1978 | Milan | 1–0     | Inter |
| 1978–79   | Serie A                  | ngày 18 tháng 3 năm 1979  | Inter | 2–2     | Milan |
| 1979–80   | Serie A                  | ngày 28 tháng 10 năm 1979 | Inter | 2–0     | Milan |
| 1979–80   | Serie A                  | ngày 2 tháng 3 năm 1980   | Milan | 0–1     | Inter |
| 1980–81   | Coppa Italia GS          | ngày 7 tháng 9 năm 1980   | Milan | 0–1     | Inter |
| 1981–82   | Coppa Italia GS          | ngày 6 tháng 9 năm 1981   | Inter | 2–2     | Milan |
| 1981–82   | Serie A                  | ngày 25 tháng 10 năm 1981 | Milan | 0–1     | Inter |
| 1981–82   | Serie A                  | ngày 7 tháng 3 năm 1982   | Inter | 2–1     | Milan |
| 1983–84   | Serie A                  | ngày 6 tháng 11 năm 1983  | Inter | 2–0     | Milan |
| 1983–84   | Serie A                  | ngày 18 tháng 3 năm 1984  | Milan | 0–0     | Inter |
| 1984–85   | Serie A                  | ngày 28 tháng 10 năm 1984 | Milan | 2–1     | Inter |
| 1984–85   | Serie A                  | ngày 17 tháng 3 năm 1985  | Inter | 2–2     | Milan |
| 1984–85   | Coppa Italia SF          | ngày 23 tháng 6 năm 1985  | Inter | 1–2     | Milan |
| 1984–85   | Coppa Italia SF          | ngày 26 tháng 6 năm 1985  | Milan | 1–1     | Inter |
| 1985–86   | Serie A                  | ngày 1 tháng 12 năm 1985  | Milan | 2–2     | Inter |
| 1985–86   | Serie A                  | ngày 6 tháng 4 năm 1986   | Inter | 1–0     | Milan |
| 1986–87   | Serie A                  | ngày 12 tháng 10 năm 1986 | Milan | 0–0     | Inter |
| 1986–87   | Serie A                  | ngày 1 tháng 3 năm 1987   | Inter | 1–2     | Milan |
| 1987–88   | Serie A                  | ngày 20 tháng 12 năm 1987 | Inter | 0–1     | Milan |
| 1987–88   | Serie A                  | ngày 24 tháng 4 năm 1988  | Milan | 2–0     | Inter |
| 1988–89   | Serie A                  | ngày 11 tháng 12 năm 1988 | Milan | 0–1     | Inter |
| 1988–89   | Serie A                  | ngày 30 tháng 4 năm 1989  | Inter | 0–0     | Milan |
| 1989–90   | Serie A                  | ngày 19 tháng 11 năm 1989 | Inter | 0–3     | Milan |
| 1989–90   | Serie A                  | ngày 18 tháng 3 năm 1990  | Milan | 1–3     | Inter |
| 1990–91   | Serie A                  | ngày 18 tháng 11 năm 1990 | Milan | 0–1     | Inter |
| 1990–91   | Serie A                  | ngày 24 tháng 3 năm 1991  | Inter | 0–1     | Milan |
| 1991–92   | Serie A                  | ngày 1 tháng 12 năm 1991  | Inter | 1–1     | Milan |
| 1991–92   | Serie A                  | ngày 18 tháng 4 năm 1992  | Milan | 1–0     | Inter |
| 1992–93   | Serie A                  | ngày 22 tháng 11 năm 1992 | Milan | 1–1     | Inter |
| 1992–93   | Coppa Italia QF          | ngày 27 tháng 1 năm 1993  | Milan | 0–0     | Inter |
| 1992–93   | Coppa Italia QF          | ngày 10 tháng 2 năm 1993  | Inter | 0–3     | Milan |
| 1992–93   | Serie A                  | ngày 10 tháng 4 năm 1993  | Inter | 1–1     | Milan |
| 1993–94   | Serie A                  | ngày 7 tháng 11 năm 1993  | Inter | 1–2     | Milan |
| 1993–94   | Serie A                  | ngày 20 tháng 3 năm 1994  | Milan | 2–1     | Inter |
| 1994–95   | Coppa Italia R16         | ngày 12 tháng 10 năm 1994 | Milan | 1–2     | Inter |
| 1994–95   | Coppa Italia R16         | ngày 26 tháng 10 năm 1994 | Inter | 2–1     | Milan |
| 1994–95   | Serie A                  | ngày 20 tháng 11 năm 1994 | Milan | 1–1     | Inter |
| 1994–95   | Serie A                  | ngày 15 tháng 4 năm 1995  | Inter | 3–1     | Milan |
| 1995–96   | Serie A                  | ngày 29 tháng 10 năm 1995 | Inter | 1–1     | Milan |
| 1995–96   | Serie A                  | ngày 10 tháng 3 năm 1996  | Milan | 0–1     | Inter |
| 1996–97   | Serie A                  | ngày 24 tháng 11 năm 1996 | Milan | 1–1     | Inter |
| 1996–97   | Serie A                  | ngày 13 tháng 4 năm 1997  | Inter | 3–1     | Milan |
| 1997–98   | Serie A                  | ngày 22 tháng 11 năm 1997 | Inter | 2–2     | Milan |
| 1997–98   | Coppa Italia QF          | ngày 8 tháng 1 năm 1998   | Milan | 5–0     | Inter |
| 1997–98   | Coppa Italia QF          | ngày 21 tháng 1 năm 1998  | Inter | 1–0     | Milan |
| 1997–98   | Serie A                  | ngày 22 tháng 3 năm 1998  | Milan | 0–3     | Inter |
| 1998–99   | Serie A                  | ngày 8 tháng 11 năm 1998  | Milan | 2–2     | Inter |
| 1998–99   | Serie A                  | ngày 13 tháng 3 năm 1999  | Inter | 2–2     | Milan |
| 1999–2000 | Serie A                  | ngày 24 tháng 10 năm 1999 | Inter | 1–2     | Milan |
| 1999–2000 | Coppa Italia QF          | ngày 12 tháng 1 năm 2000  | Milan | 2–3     | Inter |
| 1999–2000 | Coppa Italia QF          | ngày 26 tháng 1 năm 2000  | Inter | 1–1     | Milan |
| 1999–2000 | Serie A                  | ngày 5 tháng 3 năm 2000   | Milan | 1–2     | Inter |
| 2000–01   | Serie A                  | ngày 7 tháng 1 năm 2001   | Milan | 2–2     | Inter |
| 2000–01   | Serie A                  | ngày 11 tháng 5 năm 2001  | Inter | 0–6     | Milan |
| 2001–02   | Serie A                  | ngày 21 tháng 10 năm 2001 | Inter | 2–4     | Milan |
| 2001–02   | Serie A                  | ngày 3 tháng 3 năm 2002   | Milan | 0–1     | Inter |
| 2002–03   | Serie A                  | ngày 23 tháng 11 năm 2002 | Milan | 1–0     | Inter |
| 2002–03   | Serie A                  | ngày 12 tháng 4 năm 2003  | Inter | 0–1     | Milan |
| 2002–03   | Champions League SF      | ngày 7 tháng 5 năm 2003   | Milan | 0–0     | Inter |
| 2002–03   | Champions League SF      | ngày 13 tháng 5 năm 2003  | Inter | 1–11    | Milan |
| 2003–04   | Serie A                  | ngày 5 tháng 10 năm 2003  | Inter | 1–3     | Milan |
| 2003–04   | Serie A                  | ngày 21 tháng 2 năm 2004  | Milan | 3–2     | Inter |
| 2004–05   | Serie A                  | ngày 24 tháng 10 năm 2004 | Milan | 0–0     | Inter |
| 2004–05   | Serie A                  | ngày 27 tháng 2 năm 2005  | Inter | 0–1     | Milan |
| 2004–05   | Champions League QF      | ngày 6 tháng 4 năm 2005   | Milan | 2–0     | Inter |
| 2004–05   | Champions League QF      | ngày 12 tháng 4 năm 2005  | Inter | 0–32    | Milan |
| 2005–06   | Serie A                  | ngày 11 tháng 12 năm 2005 | Inter | 3–2     | Milan |
| 2005–06   | Serie A                  | ngày 14 tháng 4 năm 2006  | Milan | 1–0     | Inter |
| 2006–07   | Serie A                  | ngày 28 tháng 10 năm 2006 | Milan | 3–4     | Inter |
| 2006–07   | Serie A                  | ngày 11 tháng 3 năm 2007  | Inter | 2–1     | Milan |
| 2007–08   | Serie A                  | ngày 23 tháng 12 năm 2007 | Inter | 2–1     | Milan |
| 2007–08   | Serie A                  | ngày 4 tháng 5 năm 2008   | Milan | 2–1     | Inter |
| 2008–09   | Serie A                  | ngày 28 tháng 9 năm 2008  | Milan | 1–0     | Inter |
| 2008–09   | Serie A                  | ngày 15 tháng 2 năm 2009  | Inter | 2–1     | Milan |
| 2009–10   | Serie A                  | ngày 29 tháng 8 năm 2009  | Milan | 0–4     | Inter |
| 2009–10   | Serie A                  | ngày 24 tháng 1 năm 2010  | Inter | 2–0     | Milan |
| 2010–11   | Serie A                  | ngày 14 tháng 11 năm 2010 | Inter | 0–1     | Milan |
| 2010–11   | Serie A                  | ngày 2 tháng 4 năm 2011   | Milan | 3–0     | Inter |
| 2011–12   | Supercoppa Italiana      | ngày 6 tháng 8 năm 2011   | Milan | 2–1     | Inter |
| 2011–12   | Serie A                  | ngày 15 tháng 1 năm 2012  | Milan | 0–1     | Inter |
| 2011–12   | Serie A                  | ngày 6 tháng 5 năm 2012   | Inter | 4–2     | Milan |
| 2012–13   | Serie A                  | ngày 7 tháng 10 năm 2012  | Milan | 0–1     | Inter |
| 2012–13   | Serie A                  | ngày 24 tháng 2 năm 2013  | Inter | 1–1     | Milan |
| 2013–14   | Serie A                  | ngày 22 tháng 12 năm 2013 | Inter | 1–0     | Milan |
| 2013–14   | Serie A                  | ngày 4 tháng 5 năm 2014   | Milan | 1–0     | Inter |
| 2014–15   | Serie A                  | ngày 23 tháng 11 năm 2014 | Milan | 1–1     | Inter |
| 2014–15   | Serie A                  | ngày 19 tháng 4 năm 2015  | Inter | 0–0     | Milan |
| 2015–16   | Serie A                  | ngày 13 tháng 9 năm 2015  | Inter | 1–0     | Milan |
| 2015–16   | Serie A                  | ngày 31 tháng 1 năm 2016  | Milan | 3–0     | Inter |
| 2016–17   | Serie A                  | ngày 20 tháng 11 năm 2016 | Milan | 2–2     | Inter |
| 2016–17   | Serie A                  | ngày 15 tháng 4 năm 2017  | Inter | 2–2     | Milan |
| 2017–18   | Serie A                  | ngày 15 tháng 10 năm 2017 | Inter | 3–2     | Milan |
| 2017–18   | Coppa Italia QF          | ngày 27 tháng 12 năm 2017 | Milan | 1–03    | Inter |
| 2017–18   | Serie A                  | ngày 4 tháng 4 năm 2018   | Milan | 0–0     | Inter |
| 2018–19   | Serie A                  | ngày 21 tháng 10 năm 2018 | Inter | 1–0     | Milan |
| 2018–19   | Serie A                  | ngày 17 tháng 3 năm 2019  | Milan | 2–3     | Inter |
| 2019–20   | Serie A                  | ngày 21 tháng 9 năm 2019  | Milan | 0–2     | Inter |
| 2019–20   | Serie A                  | ngày 9 tháng 2 năm 2020   | Inter | 4–2     | Milan |
| 2020–21   | Serie A                  | ngày 17 tháng 10 năm 2020 | Inter | 1–2     | Milan |
| 2020–21   | Coppa Italia QF          | ngày 26 tháng 1 năm 2021  | Inter | 2–1     | Milan |
| 2020–21   | Serie A                  | ngày 21 tháng 2 năm 2021  | Milan | 0–3     | Inter |
| 2021–22   | Serie A                  | ngày 7 tháng 11 năm 2021  | Milan | 1–1     | Inter |
| 2021–22   | Serie A                  | ngày 5 tháng 2 năm 2022   | Inter | 1–2     | Milan |
| 2021–22   | Coppa Italia SF          | ngày 1 tháng 3 năm 2022   | Milan | 0–0     | Inter |
| 2021–22   | Coppa Italia SF          | ngày 19 tháng 4 năm 2022  | Inter | 3–0     | Milan |
| 2022–23   | Serie A                  | ngày 3 tháng 9 năm 2022   | Milan | 3–2     | Inter |
| 2022–23   | Supercoppa Italiana      | ngày 18 tháng 1 năm 2023  | Milan | 0–3     | Inter |
| 2022–23   | Serie A                  | ngày 5 tháng 2 năm 2023   | Inter | 1–0     | Milan |
| 2022–23   | UEFA Champions League SF | ngày 10 tháng 5 năm 2023  | Milan | 0–2     | Inter |
| 2022–23   | UEFA Champions League SF | ngày 16 tháng 5 năm 2023  | Inter | 1–0     | Milan |
| 2023–24   | Serie A                  | ngày 16 tháng 9 năm 2023  | Inter | 5–1     | Milan |
| 2023–24   | Serie A                  | ngày 22 tháng 4 năm 2024  | Milan | 1–2     | Inter |
| 2024–25   | Serie A                  | ngày 22 tháng 9 năm 2024  | Inter | 1–2     | Milan |
| 2024–25   | Supercoppa Italiana      | ngày 6 tháng 1 năm 2025   | Inter | 2–3     | Milan |
| 2024–25   | Serie A                  | ngày 2 tháng 2 năm 2025   | Inter | 1–1     | Milan |
| 2024–25   | Coppa Italia SF          | ngày 4 tháng 4 năm 2025   | Inter | 1–1     | Milan |
| 2024–25   | Coppa Italia SF          | ngày 25 tháng 4 năm 2025  | Inter | 0–3     | Milan |

## Một số thống kê
Tính đến ngày 25 tháng 4 năm 2025
|                                                | Số trận | Inter thắng | Hòa | Milan thắng | Số bàn của Inter | Số bàn của Milan |
| ---------------------------------------------- | ------- | ----------- | --- | ----------- | ---------------- | ---------------- |
| Giải vô địch thời kỳ đầu(1898–1929, 1945–1946) | 22      | 8           | 3   | 11          | 40               | 36               |
| Serie A (1929–nay)                             | 182     | 70          | 57  | 55          | 260              | 234              |
| Giải vô địch Quốc gia                          | 204     | 78          | 60  | 66          | 300              | 270              |
| Campionato Alta Italia                         | 2       | 1           | 0   | 1           | 3                | 3                |
| Coppa Italia                                   | 29      | 9           | 9   | 11          | 28               | 38               |
| Supercoppa Italiana                            | 3       | 1           | 0   | 2           | 6                | 5                |
| UEFA Champions League                          | 6       | 2           | 2   | 2           | 4                | 6                |
| Các trận đấu chính thức                        | 244     | 91          | 71  | 82          | 341              | 322              |

### Các cầu thủ ghi bàn nhiều nhất trong các trận derby chính thức
| Stt | Cầu thủ              | Đội (số bàn)         | Tổng số bàn |
| --- | -------------------- | -------------------- | ----------- |
| 1   | Andriy Shevchenko    | Milan                | 14          |
| 2   | Giuseppe Meazza      | Inter (12) Milan (1) | 13          |
| 3   | Gunnar Nordahl       | Milan                | 11          |
| 3   | István Nyers         | Inter                | 11          |
| 5   | Zlatan Ibrahimović   | Inter (2) Milan (8)  | 10          |
| 5   | Enrico Candiani      | Inter (7) Milan (3)  | 10          |
| 7   | Lautaro Martínez     | Inter                | 8           |
| 8   | José Altafini        | Milan                | 7           |
| 8   | Alessandro Altobelli | Inter                | 7           |
| 8   | Roberto Boninsegna   | Inter                | 7           |
| 8   | Benito Lorenzi       | Inter                | 7           |
| 8   | Louis Van Hege       | Milan                | 7           |
| 13  | Aldo Boffi           | Milan                | 6           |
| 13  | Aldo Cevenini        | Milan (4) Inter (2)  | 6           |
| 13  | Attilio Demaría      | Inter                | 6           |
| 13  | Sandro Mazzola       | Inter                | 6           |
| 13  | Diego Milito         | Inter                | 6           |
| 13  | Pietro Serantoni     | Inter                | 6           |

### Các cầu thủ tham gia nhiều trận derby nhất
| Stt | Cầu thủ               | Đội (số trận)        | Tổng số trận |
| --- | --------------------- | -------------------- | ------------ |
| 1   | Paolo Maldini         | Milan                | 56           |
| 2   | Javier Zanetti        | Inter                | 47           |
| 3   | Giuseppe Bergomi      | Inter                | 44           |
| 4   | Alessandro Costacurta | Milan                | 43           |
| 5   | Gianni Rivera         | Milan                | 42           |
| 6   | Giacinto Facchetti    | Inter                | 40           |
| 6   | Sandro Mazzola        | Inter                | 40           |
| 6   | Giuseppe Meazza       | Inter (37) Milan (3) | 40           |
| 9   | Franco Baresi         | Milan                | 39           |
| 10  | Mauro Tassotti        | Milan                | 35           |
| 11  | Tarcisio Burgnich     | Inter                | 34           |
| 12  | Giuseppe Baresi       | Inter                | 33           |
| 12  | Mario Corso           | Inter                | 33           |
| 14  | Marco Sala            | Milan (31) Inter (1) | 32           |
| 15  | Clarence Seedorf      | Inter (7) Milan (24) | 31           |
| 15  | Luigi Perversi        | Milan                | 31           |

## So sánh thứ hạng ở giải Serie A từ năm 1930-2025
| P. | 30 | 31 | 32 | 33 | 34 | 35 | 36 | 37 | 38 | 39 | 40 | 41 | 42 | 43 | 47 | 48 | 49 | 50 | 51 | 52 | 53 | 54 | 55 | 56 | 57 | 58 | 59 | 60 | 61 | 62 | 63 | 64 | 65 | 66 | 67 | 68 | 69 | 70 | 71 | 72 | 73 | 74 | 75 | 76 | 77 | 78 | 79 | 80 | 81 | 82 | 83 | 84 | 85 | 86 | 87 | 88 | 89 | 90 | 91 | 92 | 93 | 94 | 95 | 96 | 97 | 98 | 99 | 00 | 01 | 02 | 03 | 04 | 05 | 06 | 07 | 08 | 09 | 10 | 11 | 12 | 13 | 14 | 15 | 16 | 17 | 18 | 19 | 20 | 21 | 22 | 23 | 24 | 25 |
| -- | -- | -- | -- | -- | -- | -- | -- | -- | -- | -- | -- | -- | -- | -- | -- | -- | -- | -- | -- | -- | -- | -- | -- | -- | -- | -- | -- | -- | -- | -- | -- | -- | -- | -- | -- | -- | -- | -- | -- | -- | -- | -- | -- | -- | -- | -- | -- | -- | -- | -- | -- | -- | -- | -- | -- | -- | -- | -- | -- | -- | -- | -- | -- | -- | -- | -- | -- | -- | -- | -- | -- | -- | -- | -- | -- | -- | -- | -- | -- | -- | -- | -- | -- | -- | -- | -- | -- | -- | -- | -- | -- | -- | -- |
| 1  | 1  |    |    |    |    |    |    |    | 1  |    | 1  |    |    |    |    |    |    |    | 1  |    | 1  | 1  | 1  |    | 1  |    | 1  |    |    | 1  | 1  |    | 1  | 1  |    | 1  |    |    | 1  |    |    |    |    |    |    |    | 1  | 1  |    |    |    |    |    |    |    | 1  | 1  |    |    | 1  | 1  | 1  |    | 1  |    |    | 1  |    |    |    |    | 1  |    | 1  | 1  | 1  | 1  | 1  | 1  |    |    |    |    |    |    |    |    |    | 1  | 1  |    | 1  |    |
| 2  |    |    |    | 2  | 2  | 2  |    |    |    |    |    | 2  |    |    |    | 2  | 2  | 2  | 2  | 2  |    |    |    | 2  |    |    |    |    | 2  | 2  |    | 2  | 2  |    | 2  |    |    | 2  | 2  | 2  | 2  |    |    |    |    |    |    |    |    |    |    |    |    |    |    |    |    | 2  | 2  |    | 2  |    |    |    |    | 2  |    |    |    |    | 2  |    | 2  |    |    |    |    |    | 2  | 2  |    |    |    |    |    |    |    | 2  | 2  | 2  |    | 2  | 2  |
| 3  |    |    |    |    |    |    |    |    | 3  | 3  |    | 3  |    |    |    |    | 3  | 3  |    | 3  | 3  | 3  |    | 3  |    |    | 3  | 3  | 3  |    | 3  | 3  |    |    |    |    | 3  |    |    |    |    |    |    | 3  |    |    |    |    |    |    | 3  |    | 3  |    | 3  |    | 3  | 3  | 3  |    |    |    |    |    | 3  |    |    | 3  |    | 3  | 3  |    | 3  | 3  |    |    | 3  | 3  |    |    | 3  |    |    |    |    |    |    |    |    |    | 3  |    |    |
| 4  |    |    | 4  |    |    |    | 4  | 4  |    |    |    |    |    | 4  | 4  |    |    |    |    |    |    |    |    |    |    |    |    | 4  |    |    |    |    |    |    |    |    | 4  | 4  |    |    |    | 4  |    | 4  | 4  | 4  | 4  |    | 4  |    |    | 4  |    |    |    |    |    |    |    |    |    |    | 4  |    |    |    |    | 4  |    | 4  |    | 4  |    |    | 4  |    |    |    |    |    |    |    |    | 4  |    | 4  | 4  |    |    |    | 4  |    |    |
| 5  |    | 5  |    |    |    |    |    |    |    |    |    |    |    |    |    |    |    |    |    |    |    |    |    |    | 5  |    |    |    |    |    |    |    |    |    |    | 5  |    |    |    | 5  | 5  |    | 5  |    |    | 5  |    |    |    | 5  |    |    | 5  |    | 5  | 5  |    |    |    |    |    |    |    |    |    |    |    |    | 5  |    |    |    |    |    |    | 5  |    |    |    |    |    | 5  |    |    |    |    | 5  |    |    |    |    |    |    |
| 6  |    |    | 6  |    |    |    |    |    |    |    |    |    |    | 6  |    |    |    |    |    |    |    |    |    |    |    |    |    |    |    |    |    |    |    |    |    |    |    |    |    |    |    |    |    |    |    |    |    |    |    |    |    | 6  |    | 6  |    |    |    |    |    |    |    |    | 6  |    |    |    |    |    | 6  |    |    |    |    |    |    |    |    |    |    | 6  |    |    |    |    | 6  | 6  |    | 6  |    |    |    |    |    |
| 7  |    |    |    |    |    |    |    | 7  |    |    |    |    |    |    |    |    |    |    |    |    |    |    |    |    |    |    |    |    |    |    |    |    |    | 7  |    |    |    |    |    |    |    | 7  |    |    |    |    |    |    |    |    |    |    |    | 7  |    |    |    |    |    |    |    |    |    | 7  |    |    |    |    |    |    |    |    |    |    |    |    |    |    |    |    |    |    |    | 7  | 7  |    |    |    |    |    |    |    |    |
| 8  |    |    |    |    |    |    | 8  |    |    |    | 8  |    |    |    |    |    |    |    |    |    |    |    | 8  |    |    |    |    |    |    |    |    |    |    |    | 8  |    |    |    |    |    |    |    |    |    |    |    |    |    |    |    |    |    |    |    |    |    |    |    |    | 8  |    |    |    |    |    |    | 8  |    |    |    |    |    |    |    |    |    |    |    |    |    |    | 8  | 8  |    |    |    |    |    |    |    |    |    | 8  |
| 9  |    |    |    |    | 9  |    |    |    |    | 9  |    |    |    |    |    |    |    |    |    |    |    |    |    |    |    | 9  |    |    |    |    |    |    |    |    |    |    |    |    |    |    |    |    | 9  |    |    |    |    |    |    |    |    |    |    |    |    |    |    |    |    |    |    |    |    |    |    |    |    |    |    |    |    |    |    |    |    |    |    |    |    |    | 9  |    |    |    |    |    |    |    |    |    |    |    |    |
| 10 |    |    |    |    |    | 10 |    |    |    |    |    |    | 10 |    | 10 |    |    |    |    |    |    |    |    |    |    |    |    |    |    |    |    |    |    |    |    |    |    |    |    |    |    |    |    |    | 10 |    |    |    |    |    |    |    |    |    |    |    |    |    |    |    |    |    |    |    |    | 10 |    |    |    |    |    |    |    |    |    |    |    |    |    |    |    |    | 10 |    |    |    |    |    |    |    |    |    |    |
| 11 | 11 |    |    | 11 |    |    |    |    |    |    |    |    |    |    |    |    |    |    |    |    |    |    |    |    |    |    |    |    |    |    |    |    |    |    |    |    |    |    |    |    |    |    |    |    |    |    |    |    |    |    |    |    |    |    |    |    |    |    |    |    |    |    |    |    | 11 |    |    |    |    |    |    |    |    |    |    |    |    |    |    |    |    |    |    |    |    |    |    |    |    |    |    |    |    |
| 12 |    | 12 |    |    |    |    |    |    |    |    |    |    | 12 |    |    | 12 |    |    |    |    |    |    |    |    |    |    |    |    |    |    |    |    |    |    |    |    |    |    |    |    |    |    |    |    |    |    |    |    |    |    |    |    |    |    |    |    |    |    |    |    |    |    |    |    |    |    |    |    |    |    |    |    |    |    |    |    |    |    |    |    |    |    |    |    |    |    |    |    |    |    |    |    |    |
| 13 |    |    |    |    |    |    |    |    |    |    |    |    |    |    |    |    |    |    |    |    |    |    |    |    |    |    |    |    |    |    |    |    |    |    |    |    |    |    |    |    |    |    |    |    |    |    |    |    |    |    |    |    |    |    |    |    |    |    |    |    |    | 13 |    |    |    |    |    |    |    |    |    |    |    |    |    |    |    |    |    |    |    |    |    |    |    |    |    |    |    |    |    |    |    |
| 14 |    |    |    |    |    |    |    |    |    |    |    |    |    |    |    |    |    |    |    |    |    |    |    |    |    |    |    |    |    |    |    |    |    |    |    |    |    |    |    |    |    |    |    |    |    |    |    |    |    | 14 |    |    |    |    |    |    |    |    |    |    |    |    |    |    |    |    |    |    |    |    |    |    |    |    |    |    |    |    |    |    |    |    |    |    |    |    |    |    |    |    |    |    |    |
| 15 |    |    |    |    |    |    |    |    |    |    |    |    |    |    |    |    |    |    |    |    |    |    |    |    |    |    |    |    |    |    |    |    |    |    |    |    |    |    |    |    |    |    |    |    |    |    |    | 15 |    |    |    |    |    |    |    |    |    |    |    |    |    |    |    |    |    |    |    |    |    |    |    |    |    |    |    |    |    |    |    |    |    |    |    |    |    |    |    |    |    |    |    |    |    |
| 16 |    |    |    |    |    |    |    |    |    |    |    |    |    |    |    |    |    |    |    |    |    |    |    |    |    |    |    |    |    |    |    |    |    |    |    |    |    |    |    |    |    |    |    |    |    |    |    |    |    |    |    |    |    |    |    |    |    |    |    |    |    |    |    |    |    |    |    |    |    |    |    |    |    |    |    |    |    |    |    |    |    |    |    |    |    |    |    |    |    |    |    |    |    |
| 17 |    |    |    |    |    |    |    |    |    |    |    |    |    |    |    |    |    |    |    |    |    |    |    |    |    |    |    |    |    |    |    |    |    |    |    |    |    |    |    |    |    |    |    |    |    |    |    |    |    |    |    |    |    |    |    |    |    |    |    |    |    |    |    |    |    |    |    |    |    |    |    |    |    |    |    |    |    |    |    |    |    |    |    |    |    |    |    |    |    |    |    |    |    |
| 18 |    |    |    |    |    |    |    |    |    |    |    |    |    |    |    |    |    |    |    |    |    |    |    |    |    |    |    |    |    |    |    |    |    |    |    |    |    |    |    |    |    |    |    |    |    |    |    |    |    |    |    |    |    |    |    |    |    |    |    |    |    |    |    |    |    |    |    |    |    |    |    |    |    |    |    |    |    |    |    |    |    |    |    |    |    |    |    |    |    |    |    |    |    |
| 19 |    |    |    |    |    |    |    |    |    |    |    |    |    |    |    |    |    |    |    |    |    |    |    |    |    |    |    |    |    |    |    |    |    |    |    |    |    |    |    |    |    |    |    |    |    |    |    |    |    |    |    |    |    |    |    |    |    |    |    |    |    |    |    |    |    |    |    |    |    |    |    |    |    |    |    |    |    |    |    |    |    |    |    |    |    |    |    |    |    |    |    |    |    |
| 20 |    |    |    |    |    |    |    |    |    |    |    |    |    |    |    |    |    |    |    |    |    |    |    |    |    |    |    |    |    |    |    |    |    |    |    |    |    |    |    |    |    |    |    |    |    |    |    |    |    |    |    |    |    |    |    |    |    |    |    |    |    |    |    |    |    |    |    |    |    |    |    |    |    |    |    |    |    |    |    |    |    |    |    |    |    |    |    |    |    |    |    |    |    |

• Tổng kết: Milan có 40 lần xếp trên, Inter có 50 lần xếp trên (tính đến hết mùa giải 2024–25).

## Các cầu thủ từng thi đấu cho cả hai CLB
Chú thích: Thống kê chỉ tính ở các giải đấu quốc nội

### Trước Inter, sau Milan

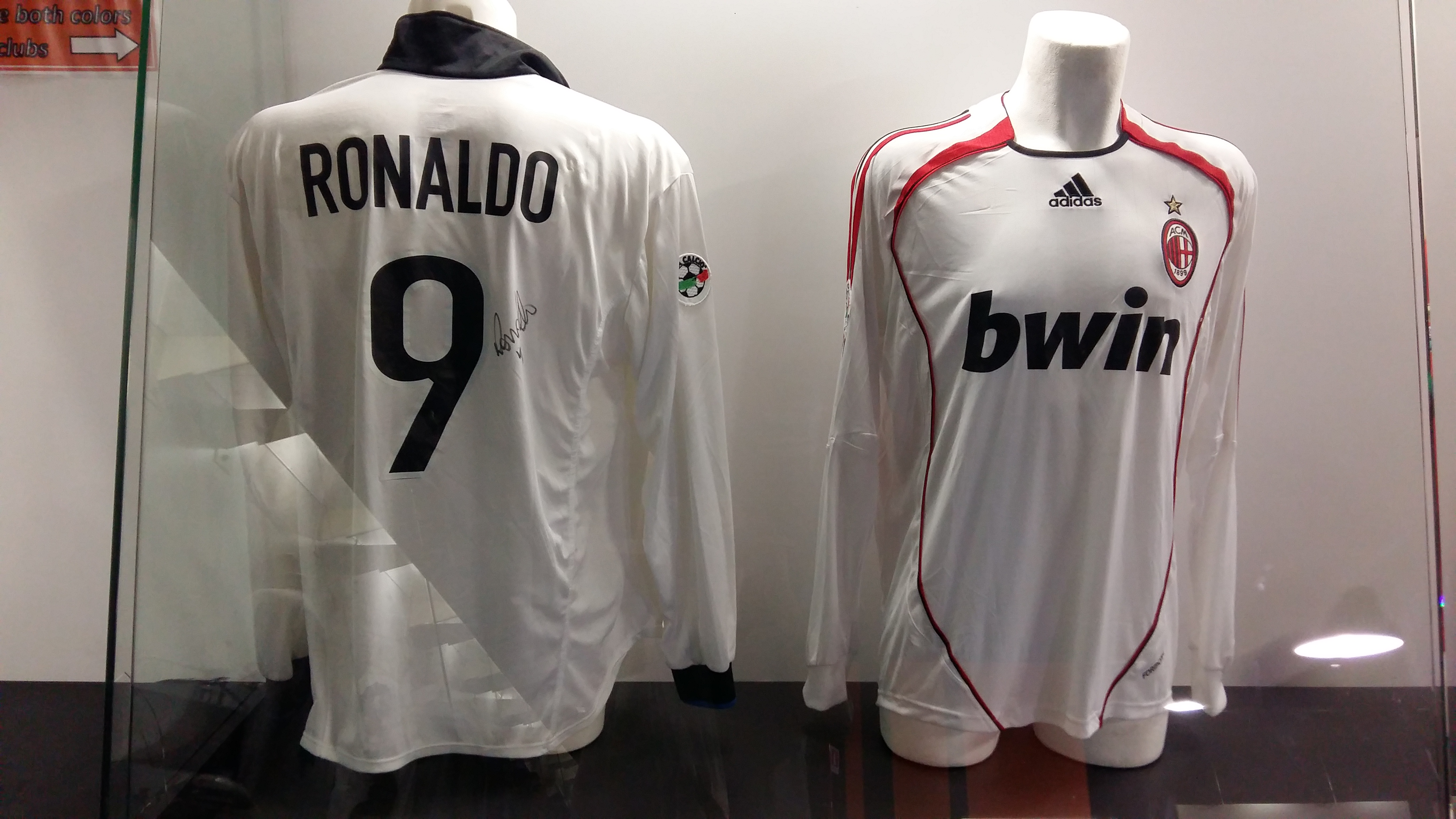
Ronaldo Áo đấu sân khách Inter Milan của Ronaldo (trái) và áo đấu sân khách A.C. Milan (phải) tại bảo tàng San Siro. Anh chơi cho Inter từ 1997 đến 2002 và A.C. Milan từ 2007 đến 2008

| Cầu thủ              | Vị trí | Inter     | Inter   | Inter     | Milan     | Milan   | Milan     |
| Cầu thủ              | Vị trí | Giai đoạn | Số trận | Bàn thắng | Giai đoạn | Số trận | Bàn thắng |
| -------------------- | ------ | --------- | ------- | --------- | --------- | ------- | --------- |
| Mario Cevenini       | DF     | 1915–1916 | 3       | 0         | 1916–1919 | 4       | 2         |
| Mario Cevenini       | DF     | 1919–1921 | 36      | 1         | 1916–1919 | 4       | 2         |
| Pietro Bronzini      | FW     | 1915–1916 | ?       | ?         | 1916–1917 | 4       | 0         |
| Pietro Bronzini      | FW     | 1915–1916 | ?       | ?         | 1919–1926 | 139     | 5         |
| Eugenio Negri        | MF     | 1918–1919 | 0       | 0         | 1919–1920 | 1       | 0         |
| Luigi Binda          | GK     | 1912–1913 | 0       | 0         | 1919–1922 | 48      | 0         |
| Luigi Binda          | GK     | 1912–1913 | 0       | 0         | 1923–1925 | 2       | 0         |
| Antonio Da Sacco     | DF     | 1920–1922 | 36      | 0         | 1923–1925 | 14      | 0         |
| Antonio Da Sacco     | DF     | 1931–1932 | 0       | 0         | 1923–1925 | 14      | 0         |
| Guglielmo Tornabuoni | MF     | 1924–1925 | 11      | 3         | 1925      | 0       | 0         |
| Guglielmo Tornabuoni | MF     | 1925      | 8       | 3         | 1925      | 0       | 0         |
| Guglielmo Tornabuoni | MF     | 1925–1926 | 10      | 1         | 1925      | 0       | 0         |
| Orlando Bocchi       | MF     | 1925–1926 | ?       | ?         | 1930–1932 | 35      | 2         |
| Enrico Rivolta       | MF     | 1922–1933 | 265     | 54        | 1936–1937 | 0       | 0         |
| Renato De Manzano    | MF     | 1933–1934 | 14      | 2         | 1936–1937 | 11      | 0         |
| Elpidio Coppa        | MF     | 1932–1934 | 1       | 0         | 1938–1939 | 11      | 2         |
| Carlo Villa          | MF     | 1936–1937 | 23      | 1         | 1944–1945 | 14      | 0         |
| Umberto Guarnieri    | FW     | 1938–1942 | 52      | 25        | 1944–1945 | 20      | 6         |
| Pietro Rebuzzi       | MF     | 1939–1941 | 11      | 5         | 1944–1945 | 2       | 0         |
| Pietro Rebuzzi       | MF     | 1942–1944 | 11      | 6         | 1944–1945 | 2       | 0         |
| Giuseppe Meazza      | FW     | 1927–1940 | 348     | 241       | 1940–1942 | 37      | 9         |
| Giuseppe Meazza      | FW     | 1946–1947 | 17      | 2         | 1940–1942 | 37      | 9         |
| Celso Battaia        | DF     | 1938–1940 | 4       | 0         | 1946–1947 | 13      | 0         |
| Celso Battaia        | DF     | 1941–1943 | 29      | 0         | 1946–1947 | 13      | 0         |
| Celso Battaia        | DF     | 1943–1944 | 11      | 0         | 1946–1947 | 13      | 0         |
| Celso Battaia        | DF     | 1944–1945 | 12      | 0         | 1946–1947 | 13      | 0         |
| Enrico Candiani      | MF     | 1937–1946 | 187     | 71        | 1949–1950 | 22      | 8         |
| Narciso Soldan       | GK     | 1949–1951 | 42      | 0         | 1956–1959 | 36      | 0         |
| Giorgio Ghezzi       | GK     | 1951–1958 | 186     | 0         | 1959–1965 | 123     | 0         |
| Gino Pivatelli       | FW     | 1947–1949 | –       | –         | 1961–1963 | 37      | 11        |
| Saul Malatrasi       | DF     | 1964–1966 | 22      | 0         | 1967–1970 | 67      | 0         |
| Antonio Angelillo    | FW     | 1957–1961 | 113     | 68        | 1965–1966 | 11      | 1         |
| Antonio Angelillo    | FW     | 1957–1961 | 113     | 68        | 1967–1968 | 3       | 1         |
| Aldo Bet             | DF     | 1967–1968 | 8       | 0         | 1974–1981 | 144     | 0         |
| Egidio Calloni       | FW     | 1968–1970 | 0       | 0         | 1974–1978 | 101     | 31        |
| Massimo Silva        | FW     | 1968–1971 | 0       | 0         | 1976–1977 | 20      | 4         |
| Giorgio Morini       | MF     | 1967–1968 | 0       | 0         | 1976–1981 | 75      | 4         |
| Oscar Damiani        | DF     | 1968–1969 | 0       | 0         | 1982–1984 | 55      | 17        |
| Adelio Moro          | MF     | 1972–1975 | 61      | 9         | 1981–1982 | 19      | 1         |
| Tiziano Manfrin      | MF     | 1973–1974 | 0       | 0         | 1982–1983 | 17      | 0         |
| Nazzareno Canuti     | DF     | 1974–1982 | 130     | 1         | 1982–1983 | 35      | 0         |
| Giancarlo Pasinato   | MF     | 1978–1982 | 96      | 6         | 1982–1983 | 33      | 7         |
| Giancarlo Pasinato   | MF     | 1983–1985 | 35      | 2         | 1982–1983 | 33      | 7         |
| Aldo Serena          | FW     | 1978–1981 | 2       | 1         | 1982–1983 | 20      | 8         |
| Aldo Serena          | FW     | 1981–1983 | 21      | 2         | 1982–1983 | 20      | 8         |
| Aldo Serena          | FW     | 1983–1985 | 28      | 8         | 1982–1983 | 20      | 8         |
| Aldo Serena          | FW     | 1987–1991 | 114     | 45        | 1991–1993 | 10      | 0         |
| Maurizio Ganz        | FW     | 1995–1997 | 68      | 26        | 1998–2001 | 40      | 9         |
| Fabio Di Sauro       | DF     | 1993–1999 | 1       | 0         | 1999–2001 | 0       | 0         |
| Giorgio Frezzolini   | GK     | 1995–2001 | 0       | 0         | 1999      | 0       | 0         |
| Pierluigi Orlandini  | MF     | 1994–1996 | 30      | 4         | 2000      | 2       | 1         |
| Andrea Polizzano     | DF     | 1997–2000 | 0       | 0         | 2000–2003 | 0       | 0         |
| Taribo West          | DF     | 1997–1999 | 44      | 1         | 2000–2001 | 4       | 1         |
| Ronaldo              | FW     | 1997–2002 | 68      | 49        | 2007–2008 | 20      | 9         |
| Cyril Domoraud       | DF     | 1999–2001 | 6       | 0         | 2001–2004 | 0       | 0         |
| Andrea Pirlo         | MF     | 1998–2001 | 22      | 0         | 2001–2011 | 284     | 32        |
| Dario Šimić          | DF     | 1999–2002 | 66      | 3         | 2002–2008 | 82      | 1         |
| Marco Varaldi        | GK     | 2000–2003 | 0       | 0         | 2003–2008 | 0       | 0         |
| Christian Vieri      | FW     | 1999–2005 | 143     | 103       | 2005–2006 | 8       | 1         |
| Matteo Bogani        | FW     | 2000–2001 | 0       | 0         | 2001–2003 | 0       | 0         |
| Giuseppe Ticli       | MF     | 1999–2003 | 0       | 0         | 2003–2007 | 0       | 0         |
| Alessandro Livi      | MF     | 2001–2003 | 0       | 0         | 2003–2005 | 0       | 0         |
| Clarence Seedorf     | MF     | 2000–2002 | 64      | 8         | 2002–2012 | 300     | 47        |
| Luca Ceccarelli      | DF     | 2002      | 0       | 0         | 2003      | 0       | 0         |
| Salvatore Ferraro    | DF     | 2002      | 1       | 0         | 2003–2008 | 0       | 0         |
| Hernán Crespo        | FW     | 2002–2003 | 18      | 7         | 2004–2005 | 28      | 11        |
| Hernán Crespo        | FW     | 2006–2008 | 49      | 18        | 2004–2005 | 28      | 11        |
| Hernán Crespo        | FW     | 2008–2009 | 14      | 2         | 2004–2005 | 28      | 11        |
| Giuseppe Favalli     | DF     | 2004–2006 | 49      | 0         | 2006–2010 | 75      | 2         |
| Chedric Seedorf      | MF     | 2000–2001 | 0       | 0         | 2008–2009 | 0       | 0         |
| Attila Filkor        | MF     | 2006–2010 | 0       | 0         | 2010–2015 | 0       | 0         |
| Cristian Daminuță    | DF     | 2008–2010 | 0       | 0         | 2010–2015 | 0       | 0         |
| Mattia Desole        | DF     | 2008–2010 | 0       | 0         | 2010–2014 | 0       | 0         |
| Mattia Destro        | FW     | 2005–2010 | 0       | 0         | 2015      | 15      | 3         |
| Zlatan Ibrahimović   | FW     | 2006–2009 | 88      | 57        | 2010–2012 | 61      | 42        |
| Zlatan Ibrahimović   | FW     | 2006–2009 | 88      | 57        | 2020–2023 | 64      | 34        |
| Mario Balotelli      | FW     | 2007–2010 | 59      | 20        | 2013–2014 | 43      | 26        |
| Mario Balotelli      | FW     | 2007–2010 | 59      | 20        | 2015–2016 | 20      | 1         |
| Mancini              | FW     | 2008–2011 | 26      | 1         | 2010      | 7       | 0         |
| Luca Santonocito     | MF     | 2005–2007 | 0       | 0         | 2010–2014 | 0       | 0         |
| Sulley Muntari       | MF     | 2008–2012 | 66      | 7         | 2012      | 13      | 3         |
| Sulley Muntari       | MF     | 2008–2012 | 66      | 7         | 2012–2015 | 57      | 8         |
| Giampaolo Pazzini    | FW     | 2011–2012 | 50      | 16        | 2012–2015 | 74      | 21        |
| Andrea Poli          | MF     | 2011–2012 | 18      | 0         | 2013–2017 | 90      | 3         |
| Matías Silvestre     | DF     | 2012–2015 | 9       | 0         | 2013–2014 | 4       | 1         |
| Diego Laxalt         | DF     | 2013–2016 | 0       | 0         | 2018–2021 | 24      | 0         |
| Leonardo Bonucci     | DF     | 2005–2006 | 1       | 0         | 2017–2018 | 35      | 2         |
| Leonardo Bonucci     | DF     | 2006–2009 | 0       | 0         | 2017–2018 | 35      | 2         |

### Trước Milan, sau Inter
| Cầu thủ               | Vị trí | Milan     | Milan   | Milan     | Inter     | Inter   | Inter     |
| Cầu thủ               | Vị trí | Giai đoạn | Số trận | Bàn thắng | Giai đoạn | Số trận | Bàn thắng |
| --------------------- | ------ | --------- | ------- | --------- | --------- | ------- | --------- |
| Hugo Rietmann         | MF     | 1906–1908 | 2       | 0         | 1909      | 1       | 0         |
| Carlo Hopf            | MF     | 1908      | 0       | 0         | 1909      | 2       | 0         |
| Arnaldo Woelkel       | MF     | 1908      | ?       | ?         | 1909      | 2       | 0         |
| Franco Bontadini      | MF     | 1910–1911 | 7       | 1         | 1911–1920 | 47      | 28        |
| Gustavo Carrer        | FW     | 1904–1907 | 2       | 0         | 1912–1913 | 6       | 0         |
| Gustavo Carrer        | FW     | 1909–1912 | 38      | 6         | 1912–1913 | 6       | 0         |
| Giuseppe Rizzi        | MF     | 1904–1907 | 7       | 3         | 1913–1915 | 20      | 0         |
| Giuseppe Rizzi        | MF     | 1910–1913 | 42      | 16        | 1913–1915 | 20      | 0         |
| Aldo Cevenini         | FW     | 1909–1912 | 42      | 15        | 1912–1915 | 51      | 42        |
| Aldo Cevenini         | FW     | 1915–1919 | 42      | 48        | 1919–1921 | 18      | 2         |
| Aldo Cevenini         | FW     | 1915–1919 | 42      | 48        | 1922–1923 | 22      | 1         |
| Luigi Cevenini        | FW     | 1911–1912 | 1       | 1         | 1912–1915 | 55      | 63        |
| Luigi Cevenini        | FW     | 1915–1919 | 7       | 5         | 1919–1921 | 40      | 54        |
| Luigi Cevenini        | FW     | 1915–1919 | 7       | 5         | 1922–1927 | 94      | 42        |
| Julio Bavastro        | FW     | 1910–1913 | 37      | 4         | 1913–1916 | 41      | 10        |
| Marco Sala            | DF     | 1908–1920 | 90      | 3         | 1921–1922 | 18      | 0         |
| Cesare Cevenini       | DF     | 1917–1918 | 0       | 0         | 1919–1923 | 12      | 3         |
| Cesare Cevenini       | DF     | 1917–1918 | 0       | 0         | 1926–1927 | ?       | ?         |
| Carlo Cevenini        | FW     | 1917–1920 | 9       | 2         | 1920–1921 | 16      | 15        |
| Carlo Cevenini        | FW     | 1923–1927 | 68      | 25        | 1920–1921 | 16      | 15        |
| Francesco Soldera     | MF     | 1914–1924 | 108     | 9         | 1924–1925 | 1       | 0         |
| Guglielmo Gajani      | MF     | 1918–1919 | 0       | 0         | 1927–1928 | ?       | ?         |
| Guglielmo Gajani      | MF     | 1925–1927 | 18      | 0         | 1927–1928 | ?       | ?         |
| Giovanni Bolzoni      | DF     | 1924–1925 | 1       | 0         | 1928–1932 | 71      | 0         |
| Giovanni Bolzoni      | DF     | 1926–1927 | 4       | 0         | 1928–1932 | 71      | 0         |
| Alessandro Savelli    | MF     | 1923–1927 | 78      | 35        | 1927–1928 | 16      | 6         |
| Emilio Gattoronchieri | MF     | 1934–1936 | 7       | 0         | 1936–1938 | 15      | 0         |
| Bernardo Poli         | DF     | 1933–1935 | 0       | 0         | 1939–1944 | 46      | 2         |
| Oliviero Mascheroni   | MF     | 1934–1936 | 6       | 0         | 1941–1942 | 13      | 3         |
| Savino Bellini        | MF     | 1943–1944 | 0       | 0         | 1945–1946 | 7       | 1         |
| Romano Penzo          | FW     | 1943–1944 | 11      | 4         | 1945–1946 | 27      | 8         |
| Sergio Marchi         | DF     | 1944–1945 | 17      | 0         | 1945–1948 | 88      | 0         |
| Lino Grava            | DF     | 1947–1949 | 3       | 0         | 1952–1953 | 1       | 0         |
| Bruno Mazza           | MF     | 1942–1943 | 3       | 1         | 1952–1955 | 83      | 7         |
| Celestino Celio       | MF     | 1952–1953 | 26      | 0         | 1955–1956 | 16      | 1         |
| Eugenio Rizzolini     | DF     | 1955–1956 | 0       | 0         | 1956–1959 | 4       | 1         |
| Lorenzo Buffon        | GK     | 1949–1959 | 277     | 0         | 1960–1963 | 79      | 0         |
| Gaetano Salvemini     | FW     | 1958–1959 | 0       | 0         | 1968–1969 | 0       | 0         |
| Víctor Benítez        | DF     | 1962–1963 | 12      | 1         | 1967–1968 | 8       | 1         |
| Víctor Benítez        | DF     | 1964–1965 | 16      | 1         | 1967–1968 | 8       | 1         |
| Dario Barluzzi        | GK     | 1962–1967 | 85      | 0         | 1967–1968 | 0       | 0         |
| Aquilino Bonfanti     | MF     | 1964–1965 | 3       | 0         | 1967–1968 | 7       | 1         |
| Nevio Scala           | MF     | 1965–1969 | 11      | 0         | 1973–1975 | 26      | 1         |
| Nevio Scala           | MF     | 1975–1976 | 23      | 0         | 1973–1975 | 26      | 1         |
| Fulvio Collovati      | DF     | 1976–1982 | 158     | 4         | 1982–1986 | 109     | 3         |
| Sergio Battistini     | DF     | 1980–1985 | 162     | 29        | 1990–1994 | 112     | 10        |
| Fabrizio Ferron       | GK     | 1985–1986 | 0       | 0         | 1999–2000 | 4       | 0         |
| Francesco Toldo       | GK     | 1990–1993 | 0       | 0         | 2001–2010 | 148     | 0         |
| Christian Panucci     | DF     | 1993–1996 | 89      | 9         | 1999–2001 | 26      | 1         |
| Cristian Brocchi      | MF     | 1994–1998 | 0       | 0         | 2000–2001 | 15      | 1         |
| Cristian Brocchi      | MF     | 2001–2008 | 99      | 4         | 2000–2001 | 15      | 1         |
| Roberto Baggio        | FW     | 1995–1997 | 51      | 12        | 1998–2000 | 41      | 9         |
| Davide Cordone        | MF     | 1998–1999 | 0       | 0         | 1999–2003 | 0       | 0         |
| Marco Bonura          | MF     | 1997–2000 | 0       | 0         | 2000–2003 | 0       | 0         |
| Stefano Lombardi      | DF     | 1993–1994 | 0       | 0         | 2000–2004 | 0       | 0         |
| Francesco Coco        | DF     | 1995–2002 | 56      | 2         | 2002–2007 | 26      | 0         |
| Edgar Davids          | MF     | 1996–1997 | 19      | 0         | 2004–2005 | 14      | 0         |
| Patrick Vieira        | MF     | 1995–1996 | 2       | 0         | 2006–2010 | 67      | 6         |
| Guly                  | MF     | 1998–2001 | 57      | 6         | 2001–2004 | 30      | 0         |
| Domenico Morfeo       | MF     | 1998–1999 | 11      | 1         | 2002–2003 | 17      | 1         |
| Thomas Helveg         | DF     | 1998–2003 | 105     | 0         | 2003–2004 | 23      | 0         |
| Dražen Brnčić         | MF     | 2000–2001 | 1       | 0         | 2001–2003 | 0       | 0         |
| Paolo Ginestra        | GK     | 2000–2001 | 0       | 0         | 2001–2004 | 0       | 0         |
| Ümit Davala           | DF     | 2001–2002 | 10      | 0         | 2002–2004 | 0       | 0         |
| Matteo Giordano       | DF     | 2001–2003 | 0       | 0         | 2003–2007 | 0       | 0         |
| Simone Brunelli       | GK     | 2002–2003 | 0       | 0         | 2003–2005 | 0       | 0         |
| Matteo Deinite        | MF     | 2002–2003 | 0       | 0         | 2003–2007 | 0       | 0         |
| Ronny Toma            | MF     | 2002–2003 | 0       | 0         | 2003–2008 | 0       | 0         |
| Marco Fossati         | MF     | 2002–2007 | —       | —         | 2007–2010 | —       | —         |
| Marco Fossati         | MF     | 2010–2011 | —       | —         | 2007–2010 | —       | —         |
| Marco Fossati         | MF     | 2011–2015 | 0       | 0         | 2007–2010 | —       | —         |
| Antonio Cassano       | FW     | 2011–2012 | 33      | 7         | 2012–2013 | 28      | 7         |
| Edmund Hottor         | MF     | 2010–2015 | 0       | 0         | 2016–2017 | 0       | 0         |
| Matteo Darmian        | DF     | 2006–2010 | 4       | 0         | 2020–nay  | 114     | 8         |
| Hakan Çalhanoğlu      | MF     | 2017–2021 | 135     | 22        | 2021–nay  | 97      | 23        |
| Raoul Bellanova       | DF     | 2018–2019 | 0       | 0         | 2022–2023 | 18      | 0         |
| Francesco Acerbi      | DF     | 2012–2013 | 6       | 0         | 2022–nay  | 58      | 3         |

## Thành tích của hai CLB
Tính đến 6 tháng 1 năm 2025
| Đội   | Giải Quốc nội chính | Giải Quốc nội chính | Giải Quốc nội chính | Giải Quốc nội chính | Giải Quốc tế | Giải Quốc tế | Giải Quốc tế | Giải Quốc tế | Giải Quốc tế | Giải Quốc tế | Tổng cộng |
| Đội   | SA                  | CI                  | SCI                 | Tổng                | UCL          | UCWC         | UEL          | USC          | FCWC / IC    | Tổng         | Tổng cộng |
| ----- | ------------------- | ------------------- | ------------------- | ------------------- | ------------ | ------------ | ------------ | ------------ | ------------ | ------------ | --------- |
| Milan | 19                  | 5                   | 8                   | 32                  | 7            | 2            | —            | 5            | 4            | 18           | 50        |
| Inter | 20                  | 9                   | 8                   | 37                  | 3            | —            | 3            | —            | 3            | 9            | 46        |